# No Loan Again, Naturally
«No Loan Again, Naturally» (с англ. — «Больше никаких кредитов») — двенадцатый эпизод двадцатого сезона мультсериала «Симпсоны». Премьера эпизода состоялась 8 марта 2009 года. Сценарий был написан Джеффом Уэстбруком, режиссёр — Марк Киркланд.

## Сюжет
Гомер устраивает у себя дома празднование Марди Гра на взятый в банке кредит под залог своего дома. Он поясняет Барту, что это семейная традиция, появившаяся за два дня до рождения Барта. Однако выясняется, что Симпсоны не могут погасить кредит, и их дом выставляется на аукцион. Аукцион выигрывает сосед Симпсонов Нед Фландерс с целью сдавать его в аренду прежним владельцам. Как хозяин дома и ответственный арендодатель, Нед устраняет в нём любые неполадки, но однажды ночью, когда Гомер звонит ему и просит ликвидировать утечку газа в их доме, усталый Нед отвечает отказом. Разозлившись, Гомер звонит на местный телеканал с просьбой снять сюжет о Фландерсе как о плохом арендодателе. Посмотрев этот сюжет, Нед выгоняет Симпсонов из дома, но, подыскивая новых квартиросъёмщиков, Фландерс понимает, насколько он полюбил и привязался к Симпсонам, и просит их вернуться.